# سان چیپریانو پو
سان چیپریانو پو (به ایتالیایی: San Cipriano Po) یک کومونه در ایتالیا است که در استان پاویا واقع شده‌است. سان چیپریانو پو ۸٫۷ کیلومتر مربع مساحت و ۴۳۵ نفر جمعیت دارد.